# Hermankova ulica

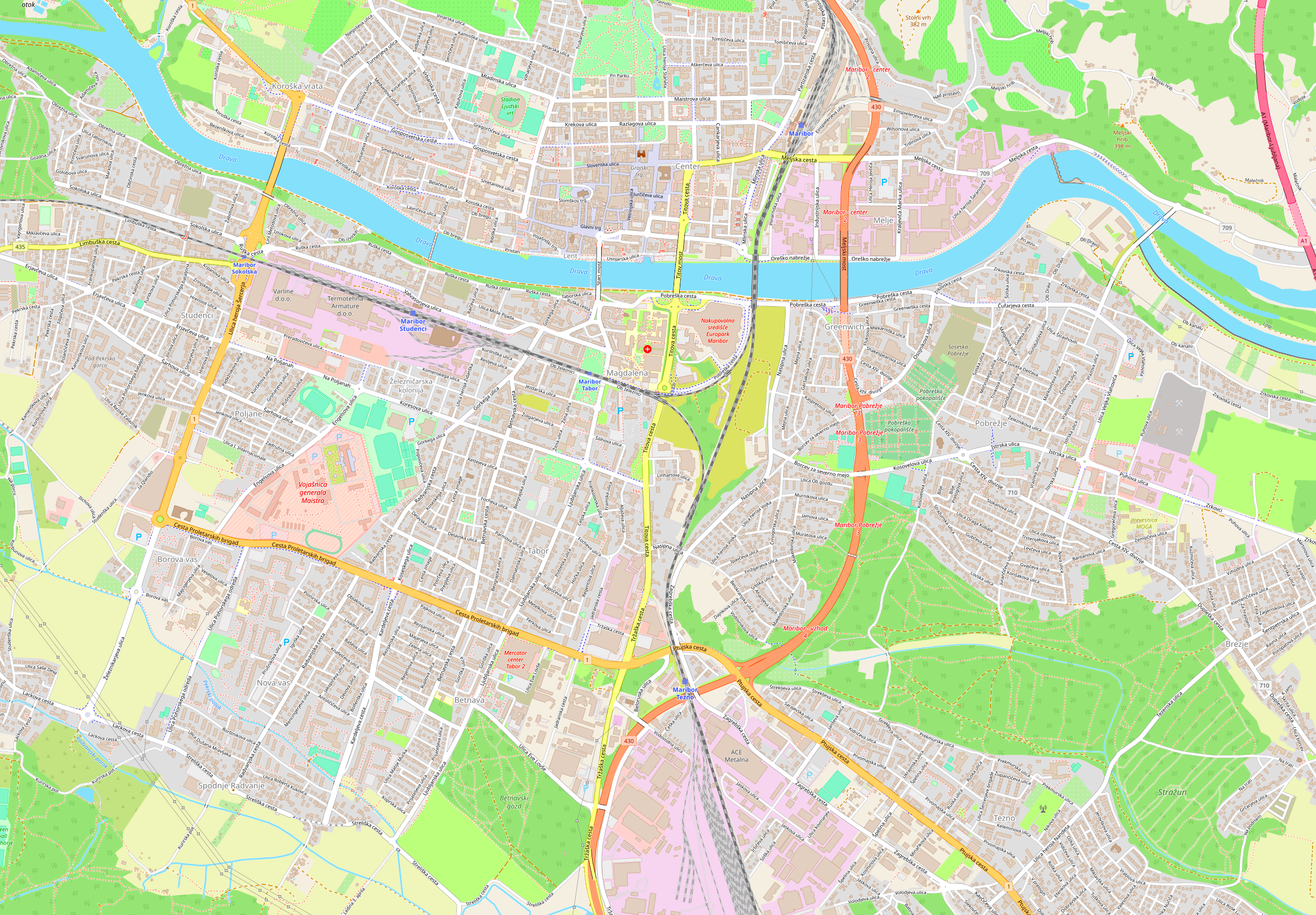

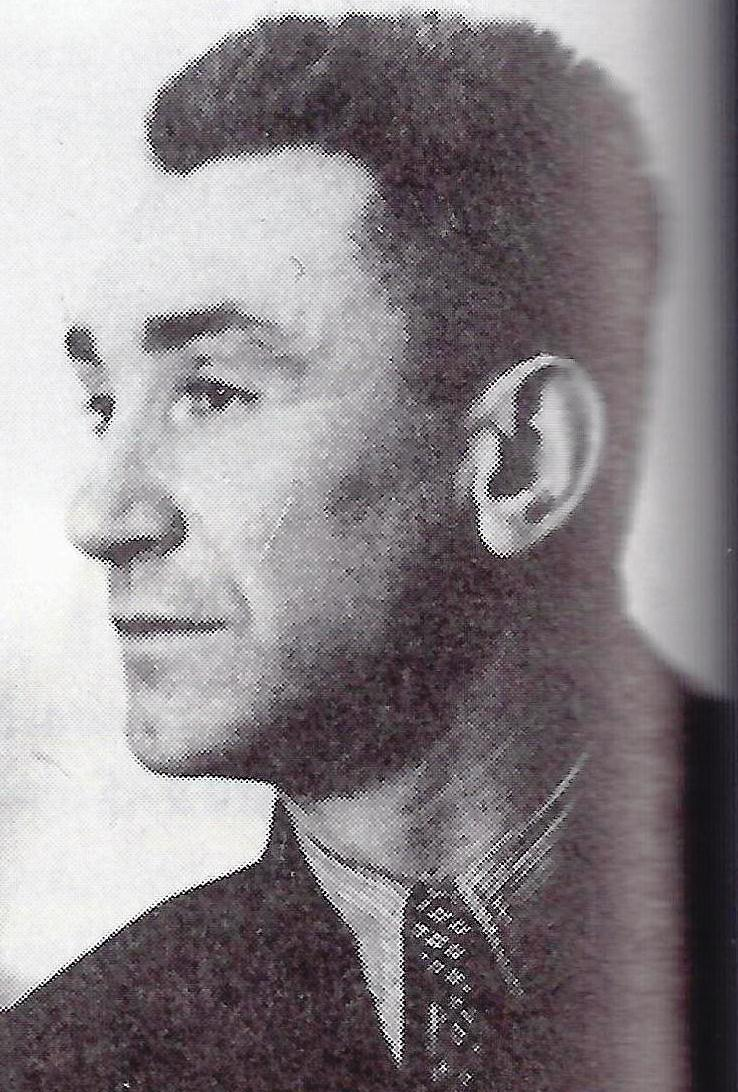
Jože Hermanko (1901–1941)

Hermankova ulica (Hermankogasse) ist der Name einer Straße im Stadtbezirk am nordwestlichen Rand des Stadtteils Koroška vrata in Maribor, Slowenien. Sie ist benannt nach dem slowenischen Freiheitskämpfer und Nationalhelden Jože Hermanko (1901–1941). 

## Geschichte
Im Jahr 1904 wurde eine neue Straße in der Kärntner Vorstadt (heute Koroška vrata)von Marburg an der Drau, zwischen der damaligen Urbani Straße (heute Vrbanska cesta) und der Franz-Keil-Gasse (heute Vegova ulica), nach dem österreichischen Komponisten Hugo Wolf (1860–1903) benannt. Wolf wurde in Slovenj Gradec/Windischgrätz geboren, seine Mutter war Slowenin. 1919 wurde die Straße nach dem slowenischen Komponisten und Chirurgen Benjamin Ipavec in Ipavčeva ulica (Ipavecgasse) umbenannt. Nach der deutschen Besetzung im April 1941 wurde die Straße vorübergehend wieder in Hugo-Wolf-Gasse und noch im selben Jahr in Kepler-Gasse umbenannt, nach dem deutschen Astronomen Johannes Kepler (1571–1630), der in den 1590er Jahren als Mathematiklehrer in Graz tätig gewesen. Von Mai 1945 bis 1947 trug die Straße wieder ihren slowenischen Namen Ipavčeva ulica. Seitdem trägt sie ihren heutigen Namen.

## Lage
Die Straße beginnt im Nordwesten von Koroška vrata an der Turnerjeva ulica zwischen der Medvedova ulica und der Gosposvetska cesta. Zur letzteren verläuft sie dann parallel bis an den Grünbereich zwischen Koroska vrata und Kamnica. Sie endet südlich der Trije Angeli-Skulpturen.

## Abzweigende Straßen
Die Vrbanska cesta berührt folgende Straßen (von Ost nach West): Pasterkova ulica und Vegova ulica.